# Batracomorphus rhesus
Batracomorphus rhesus är en insektsart som beskrevs av Knight 1983. Batracomorphus rhesus ingår i släktet Batracomorphus och familjen dvärgstritar. Inga underarter finns listade i Catalogue of Life.